# Братья Пилоты: Обратная сторона Земли
Братья Пилоты: Обратная сторона Земли — компьютерная игра в жанре квеста, разработанная PIPE Studio и изданная 1С в 2004 году. Это первая игра в серии братьев Пилотов после более чем пятилетнего перерыва.

## Игровой процесс
Геймплей остался практически неизменным по сравнению с прошлыми играми («По следам полосатого слона» и «Дело о серийном маньяке») В игре участвуют 2 основных персонажа — шеф и коллега. Игрок при применении предмета, должен определить, каким персонажем нужно выполнить это действие. Если персонаж не может по какой-то причине выполнить действие, то он ответит: «Ничего не понимаю!».
По сравнению с двумя прошлыми частями, хронометраж заметно увеличился, а также появилась возможность перемещаться по локациям на уровне.

## Сюжет
Действия игры происходят в Бердичеве, весной 1958 года. Братья читают газету и узнают из неё, что на острове Тасмания резко начала сокращаться численность слонов. Они решают отправиться туда на самолете, чтобы установить, кто виновен в этом. В конце игры выяснилось, что слоны активно похищались Карбафосом.

## Разработка
Анонс игры состоялся 27 января 2004 года, тогда же были объявлены первые подробности. Выпуск изначально был назначен на 1 квартал 2004 года.
Игра была разработана на движке от К-Д-Лаб под названием QDEngine, который был предназначен специально для разработки графических квестов.
8 июня 2004 года Олег Коростелёв, Андрей Головлёв из PIPE Studio и Андрей Грищенко из 1С дали интервью сайту «ЭНЦИ».
Релиз игры состоялся 11 июня 2004 года.

### Переиздание
22 января 2015 года игра была переиздана в Steam, а также портирована на мобильные устройства под управлением Android и iOS.
В переиздании был добавлен перевод на английский язык, а также подсказки по прохождению уровней.

## Рецензии и оценки
«Братья Пилоты: Обратная сторона Земли» получила положительные отзывы критиков. Её сводный рейтинг на агрегаторе рецензий «Критиканство» составляет 60/100.
Вадим Милющенко из издания «Лучшие компьютерные игры» оценил игру на 6,6 баллов из 10, заявив, что тем, «кто не знаком с первыми играми серии, „Обратная сторона Земли“, безусловно, придется по вкусу, а вот старым, закаленным годами квестошаманства игрокам проект может показаться слишком знакомым».
Игорь «aFex» Артёмов из издания Absolute Games оценил игру на 68 %, заявив, что игра, несмотря на недостатки, внушает оптимизм.
Олег Ставицкий из журнала «Игромания» заявил, что «„Обратная сторона Земли“ — милый сердцу анимационный квест», при этом негативно оценил аспект, что геймплей остался практически неизменным с прошлых двух частей. Игра им была оценена на 7/10.
Анна Щеглова из журнала «Навигатор игрового мира» также положительно оценила игру, на 6,8 баллов, похвалив разработчиков за появление новых миссий и более совершенную графику.